# Онищук, Олег Петрович
Олег Петрович Онищу́к (укр. Оніщук Олег Петрович; 12 августа 1961 — 31 октября 1987) — офицер спецназа ГРУ ГШ ВС СССР, Герой Советского Союза (1988). Участник Афганской войны (1979—1989).

## Биография
Родился 12 августа 1961 году семье рабочего.
Учился в общеобразовательной школе № 5 города Изяслав.
После окончания средней школы в 1978 году поступил на обучение в Киевское высшее общевойсковое командное училище им. М. В. Фрунзе на факультет разведки.
В 1982 году окончил училище и был направлен на прохождение дальнейшей службы командиром разведывательной группы 24-й отдельной бригады специального назначения, в Забайкальский военный округ.
8 раз писал рапорт с просьбой отправить его для прохождения дальнейшей службы в Афганистан.
В апреле 1987 года прибыл для прохождения дальнейшей службы на должность заместителя командира 2-й роты 186-го отдельного отряда специального назначения 22-й обрспн, с дислокацией в г. Шахджой провинции Забуль, Афганистан.
Участвовал в нескольких засадных действиях по уничтожению караванов моджахедов. За смелость и отвагу был награждён медалью «За боевые заслуги».
12 июля 1987 года группа под его командованием уничтожила караван, в котором, кроме нескольких десятков единиц стрелкового вооружения, нескольких миномётов, гранатомётов и множества боеприпасов, была захвачена у противника 20 мм автоматическая зенитная пушка Эрликон. За это Онищук был награждён орденом Красного Знамени.
31 октября 1987 года при проведении очередных засадных действий в окрестностях кишлака Дури группа, возглавляемая Онищуком, приняла бой с преобладающим противником и понесла тяжёлые потери. Вместе с Онищуком погибли 10 его подчинённых.
Похоронен в городе Изяслав Хмельницкой области Украинской ССР.

## Подвиг
Из наградного листа о присвоении звания Герой Советского Союза:
31 октября 1987 года после успешного выполнения боевого задания группа Онищука была обнаружена и вступила в бой с крупным бандформированием численностью около 200 мятежников. Действуя резко и решительно группа отбила несколько атак мятежников. Онищук О. П. умело руководил боем, организовал отход группы. Обеспечивая манёвр, сражался до последнего патрона, раненым, собрав последние силы, вступил в рукопашную схватку с противником и когда 7 душманов повисли на нём подорвал себя гранатой.
Старший лейтенант Онищук Олег Петрович погиб смертью храбрых 31 октября 1987 года в бою, в котором также погиб, совершив свой подвиг, младший сержант Исламов Юрий Верикович.

## Звание Герой Советского Союза
Указом Президиума ВС СССР за мужество и героизм, проявленные при исполнении воинского долга в Республике Афганистан, Онищуку Олегу Петровичу 5 мая 1988 года было присвоено высшее звание Герой Советского Союза (посмертно), с вручением его родственникам ордена Ленина и медали Золотая Звезда.